# 波方ターミナル
波方ターミナル株式会社（なみかたターミナル）は、愛媛県今治市波方町に本社を置き、石油･液化石油ガス等の物流基地である「波方ターミナル」の運営を行う企業である。

## 概要
造船不況で東予ドック（近隣の造船所が共同出資）が経営危機に陥ったのをきっかけに三菱商事が設立した波方ターミナルが東予ドックの敷地を買収し建設した基地である。海外や国内の製油所から送られてきた石油･液化石油ガス等を受け入れて貯蔵･管理し、国内の電力会社や石油化学メーカー等に出荷している。敷地面積9万600坪(約30万平方メートル)を有し、国内外から搬入される年間約100万トンの LPGや石油製品を扱っている。
波方ターミナルの設備は三菱商事が保有し、管理･運営は波方ターミナル株式会社が行っている。また同社は独立行政法人石油天然ガス・金属鉱物資源機構が建設した波方国家石油ガス備蓄基地が完成した後（2013年建設完了）、運営を受託している。

## 沿革
- 1980年1月 - 波方ターミナル株式会社を設立。三菱商事100%出資の主管部LPG部として設立（資本金120億円）。
- 1981年4月 - 波方ターミナルの建設工事着工。
- 1983年
  - 9月 - 建設工事完成。
  - 10月 - 操業開始。
- 1991年10月 - 土地や設備などの資産を三菱商事に譲渡し、管理運営会社に移行（資本金3千万円）。主管部を施設部（ターミナル事業部）に変更。
- 2003年4月 - 主管部を波方事業ユニットに変更。
- 2005年3月 - 危険物施設を太陽石油に売却。
- 2006年12月 - 警備業の認定を受ける。
- 2011年4月 - 東日本大震災の被災地を支援する為に中国政府が提供したディーゼル油を積んだタンカーが接岸し、ディーゼル油を受入れ[3]。
- 2012年9月 - 神戸税関よりAEO制度による特定保税承認者として承認。
- 2013年3月 - 波方国家石油ガス備蓄基地の操業開始。

## アンモニア供給拠点の設置計画
波方ターミナルの既設の低温LPGタンクをアンモニア貯留タンクに転用し、2030年までに年間約100万tを供給するアンモニアのハブターミナルにする事が計画されている。アンモニアは燃焼時に二酸化炭素を排出せず、分解すれば水素が取り出せる事が出来、次世代のエネルギーとして注目されている。
2023年6月に三菱商事と四国電力、マツダ、住友化学などはアンモニア供給基地の整備に向けて協議会を設置。愛媛県や今治市、西条市、新居浜市、四国中央市の4市もオブザーバーとして参加した。